# Marius Vachon
Marius Vachon (Châtelus, 1er septembre 1850 – Vauvillers, mars 1928) est historien et critique d'art français.

## Biographie
Marius Vachon commence une carrière de journaliste en entrant en 1872 à La France, journal nationaliste dirigé par Émile de Girardin : il finira secrétaire général.
Vers la fin des années 1870, il commence à publier des ouvrages sur les monuments français détruits pendant la Guerre franco-prussienne.
En 1882, avec L'Ancien Hôtel de ville de Paris, il entame une série d'études sur l'architecture de la Renaissance.
Vachon est aussi l'auteur de plusieurs livres sur les écoles de l'art et les artistes en Europe (et surtout en France). Parmi ses nombreux essais, on remarque son intérêt pour la place des femmes dans la peinture et les arts décoratifs : avec La Femme dans l'art, publié en 1893, il met l'accent sur l'Union des femmes peintres et sculpteurs fondée en 1881 et la replace dans un cadre historique plus large. Un an plus tôt, il travailla sur l'exposition Les Arts de la femme : il s'engage alors dans une polémique quant à la mission de l'Union des arts décoratifs qui avait monté l'exposition. Les arguments de Vachon visent les dérives mercantilistes de l'association : il regrette que l'Union perde de vue sa mission pédagogique et muséale au profit de riches collectionneurs privés. 
Il est également connu pour être à l'origine « de la naissance du musée d’Art et d’Industrie (1889) », dont il est nommé conservateur le 3 mai 1890. 
Par ailleurs, il est membre honoraire à la Société archéologique de Bordeaux.

## Publications principales
- Le Château de Saint-Cloud, son incendie en 1870: inventaire des œuvres d'art détruites ou sauvées, Paris, Maison Quantin, 1880, 100 pages, lire en ligne ;
- Strasbourg, les musées, les bibliothèques et la cathédrale - Inventaire des œuvres d'art détruites, 1882, Paris, Maison Quantin, 161 pages, lire en ligne ;
- L'Ancien hôtel de ville de Paris (1533-1871), 1882, Maison Quantin, 224 pages, lire en ligne ;
- Jacques Callot, Librairie de l'Art, 1886.
- La Crise industrielle et artistique en France et en Europe, Paris, La Librairie illustrée,1886, 316 pages, lire en ligne ;.
- Philibert de l'Orme, les artistes célèbres, 1887.
- La Femme dans l'art : les Protectrices des arts ; les Femmes artistes, Paris, J. Rouam, 1893, 616 pages, lire en ligne ;
- Les Arts et les industries du papier en France, 1871-1894, Paris, Librairies-Imprimeries Réunies, 1894, 246 pages, lire en ligne ;
- Les Industries d'art : les écoles et les musées d'art industriel en France, Berger-Levrault & cie, 1897[5].
- Detaille, A. Lahure imprimeur-éditeur, Paris, 1898 ;
- Le Nouvel hôtel de ville de Paris, 1872-1900, 1900, Paris, Plon-Nourrit, 225 pages, lire en ligne ;
- La Renaissance française: l'architecture nationale, les grands maîtres maçons, Paris, Ernest Flammarion, 1910, 361 pages, lire en ligne.
- Les Marins russes en France, Paris, Librairies-Imprimeries réunies, sans date, 204 pages, lire en ligne